# Њ
La Њ, minuscolo њ, chiamata nje, è una lettera dell'alfabeto cirillico. In origine era una legatura di Н e Ь.
Viene usata in macedone ed in serbo dove rappresenta una consonante nasale palatale IPA /ɲ/ corrispondente al digramma italiano gn di "ogni". Fu inventata da Vuk Stefanović Karadžić.